# Ан Хьон Вон
Ан Хьон Вон (кор. 안현원, 安賢源; нар. 1 квітня 1936) — південнокорейський дипломат.

## Біографія
Народився 1 квітня 1936 року. У 1960 закінчив Сеульський національний університет, юридичний факультет.
З 1961 по 1966 — співробітник МЗС Південної Кореї.
З 1966 по 1977 — співробітник посольства Південної Кореї в Німеччині.
З 1977 по 1980 — директор міжнародного торгового відділу Міжнародного торговельного бюро МЗС Республіки Корея.
З 1980 по 1982 — консул генерального консульства Республіки Корея в Сан-Франциско.
З 1982 по 1988 — радник посольства у Німеччині, заступник генерального директора Договірного бюро МЗС Кореї, генеральний інспектор МЗС Республіки Корея, Гендиректор Бюро консульських установ і закордонних об'єктів МЗС Південної Кореї.
З 1988 по 1990 — Генеральний консул Республіки Корея у Маямі.
З 1990 по 1993 — радник-посланник посольства Республіки Корея в Бельгії.
З 1993 по 1995 — Надзвичайний і Повноважний Посол Республіки Корея в Україні.